# Scitala citra
Scitala citra är en skalbaggsart som beskrevs av Britton 1987. Scitala citra ingår i släktet Scitala och familjen Melolonthidae. Inga underarter finns listade i Catalogue of Life.